# Capitaine Nô
Capitaine Nô (de son vrai nom Pierre Leith, né le 17 avril 1949) est un compositeur, musicien et interprète québécois qui connut du succès dans les années 1970, 1980 et au début des années 1990. Ses chansons les plus connues sont Personne ne m'aime, André et Ville de rien d'une durée de plus de 20 minutes.

## Discographie
- Capitaine Nô (1975) - Avec Christian Simard de Morse Code.
- Difficile (1976) - Avec Christian Simard de Morse Code.
- Capitaine Nô et le Big Bang Band (1981)
- Cocoman (1992)
- Montreal Blues Jam (1993)
- Homesick Blues (1997)
- Évolution (2010)

## Nominations
En 1992 avec l'album Cocoman, Capitaine Nô a été nommé au Gala de l'ADISQ dans la catégorie Album de l'année - Rock.